# Sân bay Comodoro Ricardo Salomón
Sân bay Comdoro Ricardo Salomón (tiếng Tây Ban Nha: Aeropuerto Internacional de MALARGÜE - Comodoro Ricardo Salomón) (IATA: LGS, ICAO: SAMM) là một sân bay ở Mendoza (tỉnh), Argentina, phục vụ thành phố Malargüe. Năm 2007, sân bay này đã phục vụ 9.885 lượt khách.
Sân bay này được xây năm 1947, xây lại năm 1983.
Nhà ga 1.195 m², chỗ đỗ xe cho 70 xe hơi. Từ năm 1999, đơn vị vận hành là Aeropuertos Argentina 2000.

## Các hãng hàng không và các tuyến bay
- Aerolíneas Argentinas
  - Buenos Aires / (Aeroparque Jorge Newbery) AEP (theo mùa - mùa Đông)